# Glatter Kugelschwimmer
Der Glatte Kugelschwimmer (Hyphydrus ovatus) ist ein Käfer aus der Familie der Schwimmkäfer (Dytiscidae).

## Merkmale
Die Käfer erreichen eine Körperlänge von 4 bis zu 5,3 Millimetern. Sie sind einheitlich rostrot, die Flügeldecken sind aber bis auf den Rand meist braun bis bräunlichschwarz gefärbt. Die Körperform ist im Vergleich zu anderen Schwimmkäfern sehr breit, rundlich oval und auf der Oberseite hoch, fast kugelförmig aufgewölbt. Auch die Unterseite ist nach außen gewölbt. Wegen seiner Größe, Form und Färbung wird der Glatte Kugelschwimmer auch manchmal „Kirschkern“ genannt.
Die Fühler sind kurz und schmal. Sowohl die Lippentaster, als auch die Unterkiefertaster haben ein verdicktes Endglied, das viel länger als die Basisglieder ist. Das Rückenschildchen (Scutellum) fehlt bei diesem Käfer.
Die Tarsenglieder des ersten und zweiten Beinpaares tragen auf der Unterseite kleine Saugnäpfchen, die das Abgleiten am Substrat verhindern. Die Schienen (Tibien) und Tarsen des hinteren Beinpaars sind mit langen Borsten besetzt, so dass die Beine als Paddel dienen können und das schnelle Schwimmen ermöglichen.

### Geschlechtsdimorphismus
Der Dimorphismus zwischen den beiden Geschlechtern ist nicht auf den ersten Blick sichtbar. Durch morphometrische Methoden konnte aber festgestellt werden, dass die Männchen in der Regel größer als die Weibchen sind, ihre Deckflügel sind länger und ihr Kopf ist breiter gebaut. Es wird angenommen, dass diese Geschlechtsunterschiede auf einen Auslesemechanismus zurückzuführen sind, bei dem die Männchen gegen andere Männchen konkurrieren müssen, da während der Sommermonate meist wesentlich weniger Weibchen des Kugelschwimmers vorhanden sind als männliche Tiere. Die Männchen sind von den Weibchen auch durch ihre glänzenden, dicht punktierten, aber unbehaarten Flügeldecken zu unterscheiden, während sie beim Weibchen seidenartig schimmern und eher matt erscheinen sowie nur einzeln punktiert sind.

### Larve

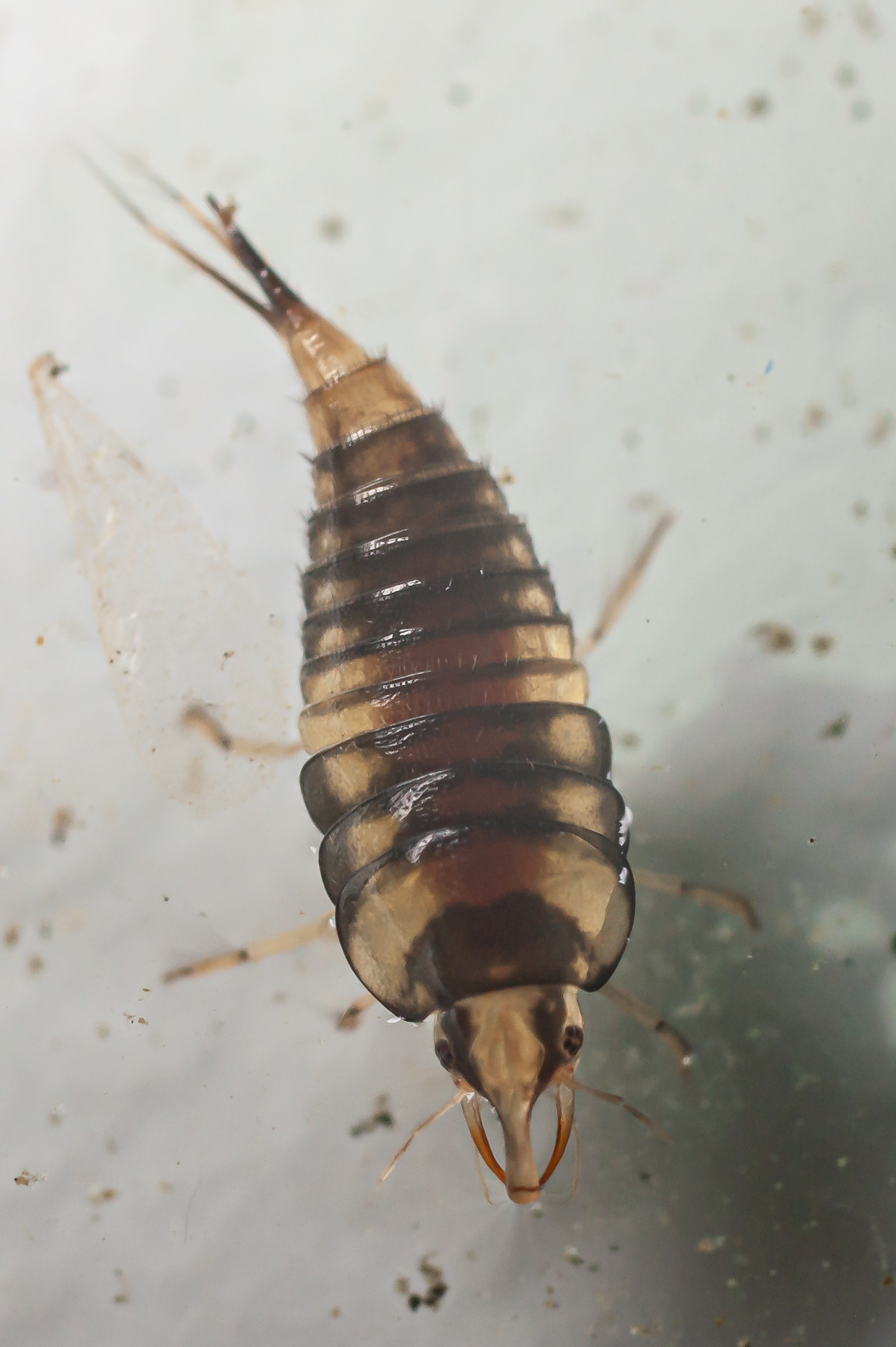
Larve

Die bis zu 1,5 Zentimeter lange und robust gebaute Larve trägt auf ihrem braunen Körper weißliche Querstreifen. Auffällig ist das lange Stirnhorn der Larve. Untersuchungen haben gezeigt, dass dieses Nasale an der Spitze Mechanorezeptoren trägt, die als Tastsinnesorgane das Aufspüren von Beute im Mulm und zwischen Pflanzenresten erleichtern. Der in der Nähe der Mundgliedmaßen liegende Teil dieses Fortsatzes trägt kleine Zähnchen aus Chitin, die dem Festhalten der Beute dienen. Mit Hilfe der Mandibeln, die bei diesen Käferlarven speziell eingelenkt sind, werden Würmer und Insektenlarven von unten an diesen bezahnten, an den Oberkiefer der Wirbeltiere erinnernden Fortsatz gepresst und so gefangen.

## Vorkommen
Der Glatte Kugelschwimmer ist eine paläarktisch verbreitete Art und kommt in ganz Europa vor, auch im Norden, mit Ausnahme Nordnorwegens, des schwedischen Lapplandes und des nördlichen Finnlands. Im Osten reicht das Verbreitungsgebiet bis nach Kleinasien und in Sibirien bis an den Baikalsee.
Er bevorzugt stehende Gewässer oder strömungsarme Stellen an kleinen Fließgewässern. Wie fast alle Schwimmkäfer kann er gut fliegen und verbreitet sich so in verschiedene Biotope wie Gartenteiche und neu zu besiedelnde Gewässer wie die Seen und Teiche von rekultivierten Revieren des Braunkohletagebaus. Da sowohl die Larven als auch die Imagines räuberisch leben und sich carnivor ernähren, sind diese Wasserkäfer jedoch auf Biozönosen mit einer bereits gut ausgebildeten Nahrungskette angewiesen. Sie suchen daher bereits länger bestehende, pflanzenreiche Kleingewässer und sind meist in Waldteichen oder Altarmen anzutreffen. Der Glatte Kugelschwimmer ist im Gegensatz zu vielen anderen Schwimmkäfern überall in seinem Verbreitungsgebiet häufig und nicht gefährdet.

## Lebensweise
Die Käfer leben räuberisch. Die Flugzeit ist ganzjährig. Die Überwinterung erfolgt, wie bei den meisten Schwimmkäfer-Arten als Imago. Der Kugelschwimmer nimmt beim Abtauchen einen Luftvorrat mit sich, welchen er in einer Luftblase speichert. Diese Luftblase wird von Zeit zu Zeit erneuert, indem der Käfer mit der Hinterleibsspitze aus der Wasseroberfläche ragt. Die meisten anderen Schwimmkäfer-Arten speichern den Luftvorrat hingegen unter ihren Deckflügeln. Über das Paarungsverhalten dieser Wasserkäfer ist wenig bekannt.
Die Käfer legen ihre Eier im Frühjahr auf Wasserpflanzen ab, die Larvalentwicklung ist im Mai und Juni.
Die Larve läuft mit ihren sechs schwach behaarten Beinen meist über den Gewässerboden, kann aber auch einige Zentimeter an die Oberfläche schwimmen, um dort Luft zu holen. Sie lebt räuberisch zwischen den Wasserpflanzen, wo sie im Detritus nach den dort lebenden Würmern, Zuckmückenlarven und Kleinkrebsen sucht.
Die drei Larvenstadien des Glatten Kugelschwimmers leben eine etwas verschiedene Lebensweise. Die junge Larve im ersten Stadium hält sich im oberen Teil der Wasserpflanzen auf, da sie es von dort nicht weit zur Wasseroberfläche hat, um zu atmen. Dort frisst sie Larven von Krebschen, die im Plankton vorbeitreiben, sowie kleine Insektenlarven. Im zweiten Larvenstadium jagen die Kugelschwimmer tiefer im Wasser und erbeuten größere Tiere, während das dritte Larvenstadium das typische Laufen auf dem Boden in der Wurzelzone der Pflanzen zeigt. Dort sind Schlammröhrenwürmer und Zuckmückenlarven zu erbeuten.

## Taxonomie und Systematik
Carl von Linné nannte den Käfer bei seiner Erstbeschreibung im Jahr 1761 Dytiscus ovatus. Das Artepitheton ovatus bedeutet „eiförmig“ und beschreibt die Körperform des im Deutschen als Kugelschwimmer bezeichneten Wasserkäfers. Durch Johann Christian Fabricius wurde der Glatte Kugelschwimmer 1777 unter dem Namen Dytiscus gibbus nochmals beschrieben; ab 1832 hieß er Hyphydrus fabricii. 1856 wurde eine eigene Gattung Actobaena für diesen Schwimmkäfer errichtet. Nach den Prioritätsregeln für die Benennung von Lebewesen bekam er nach seiner Rückführung in die Gattung Hyphydrus wieder den ursprünglichen Artnamen ovatus. Die Larve wurde erst 1928 von Bertrand dem Glatten Kugelschwimmer zugeschrieben.
Der Glatte Kugelschwimmer gehört wie sein Verwandter, der Sechsfleckige Zwergschwimmer (Hydroporus palustris) innerhalb der Schwimmkäferfamilie zur Unterfamilie Hydroporinae, die von Aube, 1836 beschrieben wurde. Innerhalb dieser Unterfamilie wurde die Tribus Hyphydrini errichtet, zu der neben der Gattung Hyphydrus noch zehn weitere Schwimmkäfergattungen zählen. Der Glatte Kugelschwimmer ist die Typusart dieser Tribus. In Europa gibt es neben dem Glatten Kugelschwimmer noch drei weitere Hyphydrus-Arten, nämlich Hyphydrus anatolicus, Hyphydrus aubei und Hyphydrus maculatus. 

## Belege